# Liste der Monuments historiques in Le Brethon
Die Liste der Monuments historiques in Le Brethon führt die Monuments historiques in der französischen Gemeinde Le Brethon auf.

## Liste der Bauwerke
| Bezeichnung                                  | Beschreibung                  | Standort | Kennzeichnung | Schutzstatus | Datum | Bild           |
| -------------------------------------------- | ----------------------------- | -------- | ------------- | ------------ | ----- | -------------- |
| Kirche St-Pierre (Fotos in der Base Mérimée) | Erbaut im 12./13. Jahrhundert | (Lage)   | PA00093023    | Inscrit      | 2010  |                |
| Priorat Saint-Mayeul                         | Erbaut im 13. Jahrhundert     | (Lage)   | PA00093024    | Inscrit      | 1929  | weitere Bilder |

## Liste der Objekte
| Bezeichnung                                                           | Beschreibung           | Standort                       | Kennzeichnung | Schutzstatus | Datum | Bild |
| --------------------------------------------------------------------- | ---------------------- | ------------------------------ | ------------- | ------------ | ----- | ---- |
| Skulptur des heiligen Nikolaus von Myra mit den Scholaren im Salzfass | Stein, 16. Jahrhundert | in der Kirche St-Pierre (Lage) | PM03000052    | Classé       | 1929  |      |
| Pietà                                                                 | Stein, 15. Jahrhundert | in der Kirche St-Pierre (Lage) | PM03000051    | Classé       | 1929  |      |
| Altar                                                                 | Holz                   | im Priorat Saint-Mayeul (Lage) | PM03001511    | Inscrit      | 1997  |      |